# Naoki Yamada
Naoki Yamada, född 4 juli 1990 i Saitama prefektur, Japan, är en japansk fotbollsspelare som sedan 2015 spelar i Shonan Bellmare.